# Poundbury
Poundbury és una extensió urbana experimental als afores occidentals de Dorchester al comtat de Dorset, Anglaterra. El desenvolupament està liderat pel Ducat de Cornualla, i va comptar amb el gran aval del rei Carles III quan era príncep de Gal·les i duc de Cornualla. Sota la direcció del seu arquitecte i planificador principal Léon Krier, el seu disseny es basa en l'arquitectura tradicional i la filosofia New Urbanist .
S'espera que estigui enllestit el 2025, amb una població de 6.000 habitants. Hi ha 2.000 persones en més de 180 empreses que es dediquen al seu desenvolupament i construcció. Poundbury ha estat elogiat per reviure el paisatge de carrer de poca alçada construït a escala humana i per fer-se ressò de les característiques del disseny local tradicional, però no ha reduït l'ús del cotxe, com es pretenia originalment. Un informe de 2022 va dir: "Poundbury s'ha destacat pels seus enllaços de transport públic i de vianants i per no ser tan" basat en cotxes "com altres desenvolupaments a tot el país".